# Kommissarin Lucas – Familiengeheimnis
Kommissarin Lucas – Familiengeheimnis ist ein Film des ZDF, der Teil der Serie Kommissarin Lucas ist. Ralf Huettner führte Regie bei dem 2017 ausgestrahlten Fernsehfilm. In ihrem 25. Fall muss sich Ellen Lucas (Ulrike Kriener) mit Verschwörungstheorien und unterirdischen Waffenlagern der Neonazis und den daraus resultierenden Ereignissen auseinandersetzen. Die Haupt-Gaststars dieser Folge sind Peter Wolf, Merlin Rose, Almila Bagriacik sowie Robert Hunger-Bühler, Lana Cooper und Tomasso Ragno.

## Handlung
Andy Wolf, bekannt als Autor zahlreicher Bestseller über Verschwörungstheorien, sucht zum wiederholten Male Kriminalhauptkommissarin Ellen Lucas im Kommissariat auf. Er ist ziemlich aufgeregt und bietet der Kommissarin einen Deal an. Wenn sie ihn bei seiner neuesten Recherche unterstütze und ihm auch Zugriff auf die Datenbank der Polizei gewähre, liefere er ihr Hinweise auf unterirdische Waffenlager, auf die Neonazis Zugriff hätten.
Als Lucas erfährt, dass Andy Wolf bei einem Wohnungsbrand ums Leben gekommen sein soll, macht sie sich Vorwürfe, dass sie ihn nicht ernst genommen habe. Dann stellt sich jedoch heraus, dass der Tote nicht Wolf ist, sondern dessen Co-Autor Florian Reichelt. Während Lucas zusammen mit der Kollegin Judith Marlow die Ehefrau von Reichelt aufsucht, erhält sie einen Anruf von Wolf. Als Lucas mit Nachdruck darauf besteht, er müsse sich im Kommissariat melden, da er verdächtig sei, weil der Brand in seiner Wohnung gelegt worden sei und er die Brandmelder außer Betrieb  gesetzt habe, entgegnet er, sie solle sich einmal die Frage stellen, warum man die von ihm zusammengetragenen Beweise um jeden Preis vernichten wolle. Die Neonazis seien hinter ihm her.
Es gelingt Wolf, der von Lucas’ Vermieter Max Kirchhoff, in deren Wohnung gelassen wird, dort einen Umschlag mit Koordinaten zu deponieren. Der Umschlag trägt die Aufschrift: „Falls mir etwas zustößt.“ Lucas verlangt daraufhin von Max den Wohnungszweitschlüssel zurück, wobei sie deutlich macht, was sie davon hält, dass dieser einem Fremden Zutritt in ihre Wohnung verschafft hat.
Gegenüber ihrem Vorgesetzten Boris Noethen macht Lucas deutlich, dass sie nicht glaube, dass Wolf etwas mit dem Wohnungsbrand zu tun habe. Durch die Koordinaten stoßen die Beamten auf eine Hütte, die einem Jürgen Conrad, stellvertretender militärischer Oberbefehlshaber a. D., gehört, der bei einer Befragung erklärt, sein Sohn Johannes habe das dort befindliche Waffendepot, das zum historisch belegten „Gladio“-Programm der NATO aus den 50er-Jahren gehörte, ganz zufällig entdeckt. Die Waffen seien inzwischen abgeholt worden und das Lager sei leer. Johannes Conrad fiel in der Vergangenheit wegen Singen des Horst-Wessel-Liedes und weiterer Aktivitäten in diese Richtung auf.
Maria Grasso, die Tochter der von den Eheleuten Grasso geführten Pizzeria, wird vernommen. Andy Wolf hielt sich häufig in der unter seiner Wohnung gelegenen Gaststätte auf. Grasso räumt ein, dass der mit ihr liierte Johannes Conrad sie um den Schlüssel für die Personaltoiletten in der Minoritenkirche gebeten hatte, in der in Kürze eine Ehrung für Georg Elser stattfinden soll. Sie führt dort durch Veranstaltungen. Dort kommt es dann wenig später auch zu einem Kampf zwischen Johannes Conrad und Andy Wolf, bei dem der Autor durch einen Schuss verletzt wird. Zu einer Befragung von Johannes Wolf wird dessen Vater Jürgen hinzugezogen. Johannes geht auf seinen Vater los. Es ist offensichtlich, dass das Verhältnis zwischen Vater und Sohn völlig zerrüttet ist.
Lucas vernimmt den Gastwirt Daniele Grasso, dessen Schwester 1980 bei dem Sprengstoffanschlag in Bologna ums Leben kam. Bei ihm findet sich die Festplatte, die Andy Wolf in seinem Keller versteckt hielt. Auf dieser befinden sich die geheimen Vernehmungsprotokolle über das Attentat auf dem Hauptbahnhof von Bologna, an dem Grasso eine Mitschuld trifft. Reichelt musste das entdeckt haben, daraus erklären sich die Einzahlungen von insgesamt 30.000 Euro auf seinem Konto. Lucas sagt Grasso auf den Kopf zu, dass er den Brand in Wolfs Wohnung gelegt habe, um den ihn erpressenden Reichelt loszuwerden. Grasso gibt alles zu, er habe die erneut von Reichelt  geforderten 20.000 Euro Schweigegeld nicht zahlen können, er habe einfach kein Geld mehr gehabt.

## Produktion

### Produktionsnotizen, Veröffentlichung
Der Film trug den Arbeitstitel: Kommissarin Lucas – Gladio. Es handelt sich um eine Produktion der Olga Film im Auftrag des ZDF. Im Abspann des Films wird erwähnt, dass Produktionshilfe durch die Audi AG geleistet wurde. Familiengeheimnis wurde vom 4. Oktober bis zum 8. Dezember 2016 in Regensburg, München und Umgebung gedreht. Der Film wurde am 6. Mai 2017 zur Hauptsendezeit im ZDF erstausgestrahlt.

### Hintergrund
Die Autoren Thomas Schwebel und Daniel Schwarz hatten auch schon das Drehbuch zum vorhergehenden Fall Schuldig geschrieben. Für den Regisseur Ralf Huettner war dies nach Gierig (2011), Der Wald (2015) und Kreuzweg (2016) bereits sein vierter Film der Lucas-Reihe.
In einem Interview antwortete Ulrike Kriener auf die Frage, wie sich ihre Figur entwickelt habe, dass Lucas sich „natürlich in Nuancen verändert“ habe, „so wie jeder Mensch durch die Beziehungskonstellationen, in denen er“ stehe. Aber „im Kern“ sei sie dieselbe geblieben. Eine „Frau mit Tendenz zum Eingelgängertum“, die „aus dem Stand aggressiv“ werden könne, eine „moralische Frau“, die „kein Problem“ habe, „ihr Team zu führen und der die Kollegen eine gewisse Raubeinigkeit unterstellen“ würden. Kriener meinte weiter, sie habe tatsächlich immer noch Spaß an dieser Rolle. Zu ihrem Verhältnis nach Regensburg befragt meinte die Schauspielerin, dass ihr die Stadt im Lauf der Jahre „immer vertrauter“ geworden sei, sie die „besondere Atmosphäre von Regensburg“ möge und mit ihrem Mann auch privat „mindestens einmal im Jahre“ nach Regensburg komme.

## Rezeption

### Einschaltquote
Familiengeheimnis wurde bei seiner Erstausstrahlung von 4,62 Mio. Zuschauern gesehen, was einem Marktanteil von 16,1 % entspricht.

### Kritik
Volker Bergmeister verfasste eine Kritik für Tittelbach.tv, die positiv ausfiel. Er meinte, der Film biete „eine starke Story, eine atmosphärisch dichte Inszenierung und facettenreiche Charaktere“. Die „politische Dimension des Falls mach[e] diesen Krimi zu einer nicht nur spannenden, sondern auf aufklärerischen Angelegenheit“. Bergmeister führte weiter aus, dass „Film und Fall die Stärke dieser ZDF-Reihe“ zeigen mit einer Ermittlerin, die „ernst, energisch, aber auch emotional und eigen“ sein könne. Die Story des Autoren-Duos Schwebel/Schwarz sei „geschickt & klug gebaut“. Und die „politische Dimension mach[e] diesen Krimi zu einer nicht nur spannenden, sondern auch aufklärerischen Angelegenheit“. Gelobt wurde auch die „markante Kameraarbeit“ von Thorsten Harms, der für „eindrucksvolle Bilder [auch] in der ausgebrannten Wohnung“ sorge.
TV Spielfilm sah das anders und fand den Film „weder so richtig spannend noch psychologisch ausgeklügelt“. Die Folge wirke, „trotz einiger guter Momente“, […] „wirr, zerfahren und nur wenig inspiriert“. So lautete das Fazit dann auch: „Fahrig geraten, ohne Zug und Drama“.
Lars von der Gönna titelte in der Berliner Morgenpost „Der 25. Fall von ‚Kommissarin Lucas‘ ist keine Sternstunde.“ „Wie das so ist mit Silberjubiläen“, schrieb von der Gönna, der 25. Fall „der einsamen Wölfin“ überreiche „einen Präsentkorb, der einen erschlägt.“ Der „geneigte Zuschauer“ habe bereits „nach 48 Minuten“ das „Gefühl von gesehenen 88“. Immerhin blitze im Buch von Thomas Schwebel und Daniel Schwarz „der trockene Dialogwitz, der die Lucas Bücher oft ausgezeichnet“ habe, „noch halbwegs zuverlässig auf“. Lars von der Gönnas zog das eher negative Fazit: „Altgediente Heldin, nicht in bester Verfassung.“
Kino.de gestand dem Film zwar „hohe Ambitionen“ zu, „zu viele Verstrickungen und Verquickungen“ führten jedoch dazu, dass Familiengeheimnis „recht konstruiert“ wirke. Allerdings handele es sich um ein „sehr interessantes Konstrukt“.
Für das Onlineportal Filmdienst stellte sich der Fall als „konventionell-routinierter (Fernsehserien-)Krimi“, dar, „der etwas zu bemüht die Prämisse bedien[e], dass nichts so ist wie es“ scheine.